# Lila Iké

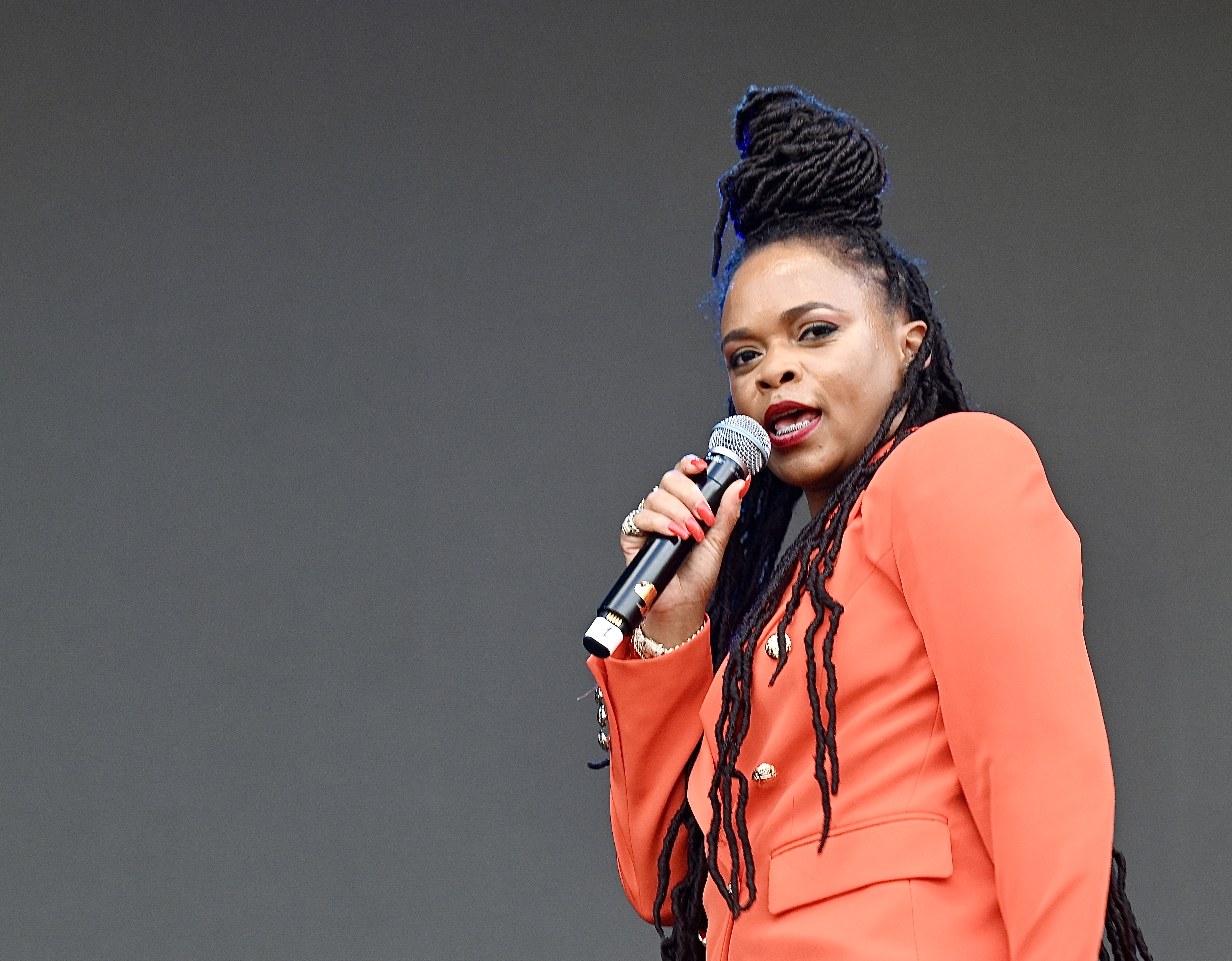
Lila Iké en 2022.

Lila Iké (Alecia Tameka Gray, 1994, Christiana, Jamaica) es una cantante y compositora de reggae jamaicana.

## Trayectoria
Gray nació en Christiana, Manchester, Jamaica, donde asistió a la Manchester High School y se graduó en 2011. Estuvo matriculada en la Universidad del Caribe del Norte en Mandeville hasta 2015.  Intentó volver a la escuela en la Universidad de las Indias Occidentales, pero dejó de hacerlo para seguir su carrera musical.
Después de trasladarse a Kingston, comenzó a cantar bajo el nombre de Lila Music, que luego evolucionó a Lila Iké, basado en el nombre nigeriano Ikéchukwu, que significa "poder de Dios". En 2017 firmó con In.Digg de Protoje. etiqueta de la nación. En 2019 realizó una gira por Europa, incluyendo Rototom Sunsplash y Reggae Jam . También abrió para Protoje en su gira por Estados Unidos.
The ExPerience es su primer álbum publicado en 2020. Algunos de sus sencillos incluyen: "Biggest Fan" (2017), "Gotti Gotti" (2017), "Second Chance" (2018), "Where I'm Coming From" (2019), "Sweet Inspiration" (2019) y “Veo, veo” (2020). Forma parte de la lista de prometedores artistas de reggae de Jamaica, como Koffee y Chronixx. En 2020 apareció en la lista "Artist To Watch" de Hot de la BBC Radio 1Xtra.